# Olympische medaille
Op de Olympische Spelen zijn drie soorten olympische medailles te verdienen: goud voor nummer één, zilver voor nummer twee en brons voor nummer drie.
Nadat een olympisch onderdeel geheel is afgewerkt worden de medailles uitgereikt. De winnaars nemen een voor een plaats op een erepodium, te beginnen bij diegene die brons heeft gehaald. Als de nummer één, die iets hoger op het podium staat, ook zijn of haar medaille heeft ontvangen, wordt zijn of haar volkslied gespeeld. Tegelijk worden dan de vlaggen van de winnaars gehesen.  
Met name bij Olympische Winterspelen is er vaak een zgn. Medal Plaza, een centraal plein, waar alle winnaars op bovengenoemde manier hun medailles krijgen. In dat geval kan het voorkomen dat als een onderdeel in z`n geheel is afgewerkt, de winnaars daarvan hun medailles pas een of twee dagen later ontvangen. Op de locatie van de wedstrijden krijgen ze dan vaak een bloemen uitgereikt. 
De allereerste gouden medaille voor Nederland (of eigenlijk toen nog een bronzen beeld) was een roeimedaille. Twee roeiers van de Delftsche Studenten RoeiVereeniging Laga behaalden in een twee-met-stuurman de 'gouden medaille' op de Spelen van 1900 in Parijs.

## Bij gelijk eindigen
Eindigen twee of meer deelnemers precies gelijk, dan ontvangen zij elk de medaille die hoort bij de hoogste van de gedeelde plaatsen. De medailles van de lagere gedeelde plaatsen worden dan niet uitgereikt. Zo kan het voorkomen dat twee deelnemers goud, niemand zilver en iemand brons, of één iemand goud, twee deelnemers ontvangen zilver en niemand brons.
In sommige sporten waarbij volgens een afvalsysteem wordt gespeeld wordt – doorgaans voorafgaand aan de grote finale – een kleine finale gehouden om te bepalen wie van de verliezers uit de halve finale het brons krijgt. In het boksen ontbreekt de troostfinale en krijgen beide verliezers uit de halve finale brons. Weer andere sporten, te weten judo, taekwondo en worstelen, kennen een herkansing waardoor eerdere afvallers nog kunnen meestrijden om het brons en er standaard twee bronzen medailles worden uitgereikt.

## Trivia
- De gouden medaille bestaat sinds 1920 voor 92,5 procent uit zilver en slechts 1,34 procent uit goud.[1]